# Monthly Comic Blade
Monthly Comic Blade (月刊コミックブレイド?, Gekkan Komikku Bureido) è una rivista mensile di manga shōnen giapponese, pubblicata dalla Mag Garden. Venne pubblicata la prima volta nel febbraio 2002 al prezzo di 490 Yen, ed esce verso il giorno 30 di ogni mese.
A seguito del fallimento di questa rivista, dal 15 settembre 2007, alcune delle serie un tempo presenti qui continuano ad essere pubblicate sul Comic Blade Avarus, edito dalla stessa Mag Garden.

## Manga
- A Girls (Hiroyuki Tamakoshi)
- Akumagari (Seiuchirou Todono)
- Ar tonelico -arpeggio- (ayamegumu)
- Ares (Narumi Seto)
- ARIA (Kozue Amano)
- Beyond the Beyond (Yoshitomo Watanabe)
- Binchō-tan (Takahiko Ekusa)
- Crown (Tatsuro Nakanishi)
- Datenshi Kanan (Yui Hara)
- Desert Coral (Wataru Murayama)
- Dream Gold ~Knights in the Dark City~ (Tatsuro Nakanishi)
- Elemental Gerad (Mayumi Azuma)
- Eleven Soul (Seiuchirou Todono)
- Fatalizer (Takashi Kobayashi)
- Gadget (Hiroyuki Etoh)
- Gakuen Detective!
- Ghost Hound: Another Side (adattamento; disegni di Kanata Asahi)
- Good Witch of the West Astraea Testament (Noriko Ogiwara; disegni di Haruhiko Momokawa)
- Guardian Angel Getten (Minene Sakurano)
- Hakobune Hakusho (Moyamu Fujino)
- Hoshi no Witch (Yui Hara)
- Igazukin (Kanoka Tana)
- Jinki:EXTEND (Sirou Tunasima)
- Junkyard Magnetic (Wataru Murayama)
- Knights Of The Apocalypse (Ko Ya Sung)
- Mahō Kabushikigaisha (Anri Sakano)
- Minami Kamakura High School Girls Cycling Club (Noriyuki Matsumoto)
- Mizunohe Monogatari (Miwa Mayuki)
- Motto kokoro ni hoshi no kagayaki wo (Hiro Matsuba)
- Mother Keeper (Kaili Sorano)
- MUZZLE-LOADER ~Wellber no Monogatari~ (Naruse Takami, BOYAKASHA)
- Otogi-Jūshi Akazukin (Hiiro Yuki)
- Otogizōshi (Narumi Seto)
- Saint October (Kiira~☆, Shogo Kumasaka)
- Senki Senki Momotama (Nanae Kurono)
- Shinrei Kari Another Side (Kanata Asahi)
- Shirayuki Panimix! (Izumi Kirihara)
- Sketchbook (Totan Kobako)
- Tabi to Michizure (Tanakanoka)
- Tales of Symphonia (Ichimura Hitoshi)
- The First King Adventure (Moyamu Fujimo)
- The Mythical Detective Loki Ragnarok (Sakura Kinoshita)
- Un segreto x 2 (Ai Morinaga)
- W Change!! (Hiro Matsuba)